# R. Keith Harris
R. Keith Harris (Tennessee) is een Amerikaans acteur, filmproducent, filmregisseur en scenarioschrijver.

## Biografie
Harris werd geboren in Tennessee en groeide op in North Carolina, waar hij zijn bachelor in Radio- en Televisiewetenschappen haalde aan de Western Carolina University in Cullowhee. Daarna haalde hij zijn master in acteren op de University of North Carolina in Greensboro (North Carolina).
Harris begon in 1993 met acteren in de televisieserie Matlock. Hierna heeft hij nog meerdere rollen gespeeld in televisieseries en films zoals Big Fish (2003), April Fool's Day (2008) en Under the Dome (2013-2014).

## Prijzen
- 2007 Charlotte Film Festival[1] in de categorie Beste Korte Film met de film Harvest – gewonnen.
- 2004 RiverRun International Film Festival met de film I Gotta Cat – gewonnen.

## Filmografie

### Films
Uitgezonderd korte films.
- 2019 The Scout - als Joe Cronin
- 2019 Greener - als Jay Cassano
- 2019 Fever Dreams Movie - als Ralph Oates
- 2018 Shifting Gears - als Tom Williamson
- 2017 County Line - als deputy Sloan
- 2017 Sons of Our Fathers - als William Lamb
- 2016 Elbow Grease - als Billy Barnes
- 2015 Adrenaline - als Marcus
- 2015 A Walk in the Woods - als Sam Bryson
- 2014 Red Dirt Rising - als mr. Nance
- 2014 Dark Awakening - als Mr. Korinthos
- 2014 Hero - als Winston Heller
- 2013 Jimmy - als broeder Fitzgerald
- 2012 Hatchet County - als kapitein Robert Schaner
- 2011 Red Dirt Rising – als mr. Nance
- 2010 The Trial – als luitenant Monroe
- 2010 Hero – als Winston Heller
- 2010 The 5th Quarter – als Dr. Phillips
- 2009 In/Significant Others – als detective Thicke
- 2009 Wesley – als Charles Wesley
- 2008 A Brush with Murder – als detective Harry Morgan
- 2008 Lost Stallions: The Journey Home – als Mack
- 2008 April Fool's Day – als Seton Motley
- 2008 Train Wreck – als Owen
- 2007 Dog Days of Summer – als pastoor Salem
- 2007 The List – als Bart Maxwell
- 2007 Fall Down Dead – als detective Lawrence Kellog
- 2006 Kilroy Was Here – als piloot
- 2006 Pirate Kids II: The Search for the Silver Skull – als John Armstrong Jr. en Sr.
- 2006 Walker Payne – als politieagent
- 2006 Gigi: God's Little Princess – als vader van Gigi
- 2005 Booth – als John Wilkes Booth
- 2005 The Broken Sword – als Bill Pierce
- 2005 Harvest – als Tony Bloodsworth
- 2005 Junebug – als Bud de jonge pastoor
- 2004 Shank's Mare – als Cadger
- 2004 I Gotta Cat – als kleine broer
- 2004 Pirate Kids: Blackbeard's Lost Treasure – als John Armstrong jr. en sr.
- 2004 Chicks 101 – als Louie King
- 2003 Big Fish – als vader van Ed
- 2003 Roadside Convenience – als James
- 2003 E.V.E. – als Isaac
- 2001 Morning – als hulpsheriff
- 1999 Age to Age – als Rob DeVille
- 1998 Digging to China – als flirtende man
- 1998 Legend of Two-Path – als Engelse Officier
- 1997 Steel Charlots – als Jerry
- 1997 Last Lives – als politieofficier
- 1997 Love's Deadly Triangle: The Texas Cadet Murder – als Ben

### Televisieseries
Uitgezonderd eenmalige gastrollen.
- 2021 Dopesick - als Martin Willis - 5 afl.
- 2019 Step Up: High Water - als Nate Duncan - 2 afl.
- 2018 The Resident - als bezorger - 2 afl.
- 2016-2018 The Walking Dead - als dr. Carson - 6 afl.
- 2017 Shots Fired - als Penn Moder - 2 afl.
- 2017 Sleepy Hollow - als landheer - 2 afl.
- 2015 Halt and Catch Fire - als dr. Semel - 3 afl.
- 2013-2014 Under the Dome - als Peter Schumway - 5 afl.

### Filmproducent
- 2022 See/Saw - televisieserie - 1 afl.
- 2018 Shifting Gears - film
- 2005 Harvest – film
- 2004 I Gotta Cat – film
- 2004 Chicks 101 – film

### Filmregisseur
- 2022 See/Saw - televisieserie - 1 afl.
- 2016 Hunger - korte film
- 2005 Harvest - film
- 2004 I Gotta Cat – film

### Scenarioschrijver
- 2022 See/Saw - televisieserie - 1 afl.
- 2018 Shifting Gears - film
- 2005 Harvest - film
- 2004 I Gotta Cat – film
- 1991 Orville and Cuddles – televisieserie